# Distoseptispora
Distoseptispora ist die einzige Gattung der Distoseptisporaceae, die wiederum die einzige Familie der Ordnung der Distoseptisporales innerhalb der Schlauchpilze (Ascomycota) sind.

## Merkmale
Bei Arten von Distoseptispora ist keine Hauptfruchtform bekannt. Sie bilden auf dem Substrat oberflächliche, ausgebreitete Kolonien, die haarig oder samtweich und schwarz sind. Das Myzel ist meist eingesenkt und besteht aus verzweigten, septierten, glatten, blassbraunen Hyphen. Die Nebenfruchtform ist hyphomycetisch. Die Konidienträger sind septiert, unverzweigt, einzeln oder in Gruppen, aufrecht, gerade oder gebogem und kräftig an der Basis, glatt, gelb bis olivgrün und zylindrisch. Sie sind makronematös, das bedeutet, ihre Hyphen sind deutlich größer als normale Hyphen. Außerdem sind sie mononematös, das heißt, sie entstehen aus einer einzelnen Hyphe. Die konidiogenen Zellen sind endständig, zylindrisch und monoblastisch, die Konidien werden also einzeln nach der Bildung der Zelle abgeschnürt. Die Konidien sind akrogen, das heißt, sie sind zugespitzt (siehe Foto in der Taxobox), sie sind einzeln, trocken, dunkel und besitzen zwei (distoseptate) Zellwände. Sie sind fast keulig bis lang zylindrisch mit einer abgerundeten Spitze und einer abgestutzten Basis. Die Abtrennung der Konidie vom Konidienträger erfolgt schizolytisch.

## Lebensweise und Verbreitung
Distoseptispora-Arten leben saprob im Süßwasser auf untergetauchtem Holz oder anderen pflanzlichen Substraten.

## Systematik und Taxonomie
Die Gattung Distoseptispora wurde 2016 von Kevin David Hyde, Eric Hugh C. McKenzie und Sajeewa S.N. Maharachchikumbura erstbeschrieben, gleichzeitig wurde die Familie Distoseptosporaceae von den beiden erstgenannten Autoren beschrieben. Die Typusart ist Distoseptispora fluminicola. 2019 wurde dann die Ordnung Distoseptisporales von Zong-Long Luo, Hong Yan Su und Hyde beschrieben. Die Familie und die Ordnung sind monotypisch
Die Gattung  Distoseptispora enthält 33 Arten.